# The Magic of Youth
The Magic of Youth é o nono álbum de estúdio da banda de ska punk de Boston The Mighty Mighty Bosstones, lançado em 6 de dezembro de 2011 pela Big Rig Records.
Um dos personagens de desenho animado que consta na contra-capa é uma homenagem a e caricatura do falecido "Uncle Frank" Potenza, membro do elenco e tio do apresentador titular de Jimmy Kimmel Live!, no qual Dicky Barrett é locutor. Potenza morreu quatro meses antes do lançamento do álbum.

## Faixas
1. "The Daylights" - 2:21
2. "Like a Shotgun" - 3:15
3. "Disappearing" - 3:26
4. "Sunday Afternoons on Wisdom Ave." - 3:36
5. "They Will Need Music" - 3:45
6. "The Package Store Petition" - 3:12
7. "The Horseshoe and the Rabbit's Foot" - 3:57
8. "The Magic of Youth" - 3:10
9. "The Upper Hand" - 3:16
10. "The Ballad of Candlepin Paul" - 3:24
11. "Open and Honest" - 2:51
12. "I Should Have Said Something" - 2:44†

† disponível apenas na edição em vinil do álbum.

## Músicos
The Mighty Mighty Bosstones
- Dicky Barrett – vocais
- Lawrence Katz – guitarra
- Joe Gittleman – baixo
- Joe Sirois – bateria
- Tim "Johnny Vegas" Burton – saxofone
- Kevin Lenear – saxofone
- Chris Rhodes – trombone
- Ben Carr – Bosstone